# Rudskogen
O Rudskogen é um autódromo localizado em Rakkestad, na Noruega, foi inaugurado em 1990 e passou por uma reforma em 2011, possui dois traçados, um com 3,254 km de extensão e outro com 1,2 km.